# ترتيب المعركة في حرب العراق 2009
فيما يلي قائمة تقديرية للوحدات الرئيسية المنتشرة ضمن القوة المتعددة الجنسيات في العراق ووحدات عسكرية أمريكية أخرى كانت تعمل في العراق تحت القيادة المركزية الأمريكية (USCENTCOM) في عام 2009، أثناء حرب العراق.
في المصطلحات العلمية العسكرية، فإن وصف الوحدات المشاركة في عملية ما يسمى بترتيب المعركة (ORBAT). يعرف حلف شمال الأطلسي ووزارة الدفاع الأمريكية ترتيب المعركة بأنه تحديد القوة وهيكل القيادة وتوزيع الأفراد والوحدات والمعدات لأي قوة عسكرية.
كان القائد العسكري العام في العراق هو الجنرال ريموند تي. أوديرنو من سبتمبر 2008 إلى 31 ديسمبر 2009، قائد القوة المتعددة الجنسيات في العراق (MNF-I) الذي كان يقدم تقاريره إلى القيادة المركزية الأمريكية. حلت القوة المتعددة الجنسيات في العراق محل قوة المهام المشتركة السابعة في مايو/أيار 2004. تتكون القوة المتعددة الجنسيات في العراق من فيلق متعدد الجنسيات في العراق، وقيادة انتقال الأمن المتعددة الجنسيات في العراق، وقيادة التعاقد المشترك في العراق/أفغانستان.
في 1 يناير 2010، أصبحت القوة المتعددة الجنسيات في العراق قوات الولايات المتحدة - العراق / إقليم كردستان.

## قوات العمليات الخاصة
هناك تمييز في المصطلحات العسكرية الأميركية بين قوات القوة المتعددة الجنسيات في العراق والقوات التي تقع مباشرة تحت سيطرة القيادة المركزية الأميركية ولكنها موجودة في العراق أيضاً. هناك مجموعتان للعمليات الخاصة تعملان في العراق، فرقة العمل 77 وCJSOTF-AP. على الرغم من أن قوة المهام رقم 77، وهي قوة "سوداء"، لا تتبع القوة متعددة الجنسيات في العراق، فقد ضُمنت هنا من أجل استكمال القوات الأميركية العاملة داخل العراق. كانت قوة المهام 77 تحت قيادة قيادة العمليات الخاصة المشتركة وكانت مهمتها الرئيسية مطاردة زعماء تنظيم القاعدة في العراق.
فرقة العمل 77 - LSA Anaconda، بلد
- قوة المهام الشمالية/كتيبة غير محددة من فوج المشاة 75 - موقع غير معروف، شمال العراق
- قوة المهام الغربية/عنصر مجهول الهوية، DEVGRU — موقع غير معروف، غرب العراق
- مركز قوة المهام/السرب غير المحدد، مفرزة العمليات الخاصة الأولى - دلتا —LSA Anaconda
- قوة المهام السوداء/السرب المجهول الهوية، الخدمة الجوية الخاصة الثانية والعشرون، منطقة بغداد والبصرة[3]

أما القوة الثانية، والتي يبدو أنها منفصلة عن قوة المهام 77، فهي قوة المهام المشتركة للعمليات الخاصة في شبه الجزيرة العربية (CJSOTF-AP). CJSOTF-AP هي قوة مهام خاصة "بيضاء" أو غير مصنفة للعمليات الخاصة، والتي كانت منذ عام 2008 منظمة دائمًا حول مقر مجموعة القوات الخاصة الخامسة أو مجموعة القوات الخاصة العاشرة. قوة المهام المشتركة للعمليات الخاصة في شبه الجزيرة العربية (CJSOTF-AP)، والتي تتبع قيادة العمليات الخاصة المركزية.

## ترتيب المعركة اعتبارًا من عام 2009
ما لم يُذكر خلاف ذلك، فإن جميع الوحدات كانت من أصل أمريكي. يمتد هذا الترتيب للمعركة إلى مستوى الكتيبة ويدرج وحدات المناورة فقط؛ ولا تسرد وحدات المدفعية والدعم والعمليات الخاصة والوحدات الاستشارية. أقرضت العديد من فرق القتال الألوية كتائب لفرق قتال ألوية أخرى أثناء انتشارها، مما منحها "السيطرة العملياتية" على تلك الوحدات. في مثل هذه الحالات، يتبع اسم الكتيبة "OPCON". تحمل العديد من الوحدات ذات المستوى الأعلى تسميتين أو أكثر، غالبًا الوحدة الرسمية التي يستند إليها التشكيل ثم اسم قوة المهام المؤقتة؛ في هذه الحالات، يضمن كلا الاسمين، ويفصل بينهما خط مائل. تمركزت الوحدات في مجموعة متنوعة من القواعد، بما في ذلك قواعد العمليات المتقدمة (FOB)، وقواعد العمليات الطارئة (COB)، ومحطات الأمن المشتركة (JSS).

### قوات متعددة الجنسيات - العراق
(الجنرال ريموند أوديرنو ) — معسكر النصر، بغداد
فيلق القوات المتعددة الجنسيات العراق/الفيلق الأول (الفريق تشارلز إتش جاكوبي الابن) كان متمركزًا في معسكر النصر (المكون الأساسي لمجمع قاعدة النصر)، شمال مطار بغداد الدولي، وكان يشرف على التشكيلات التالية التي يبلغ حجمها فرقًا:
فريق قتال اللواء 32 للمشاة (32nd IBCT)، الحرس الوطني لجيش ويسكونسن (العقيد ستيفن بنسند)
المقر الرئيسي وشركة المقر الرئيسي (HHC)، فريق قتال لواء المشاة 32 (32nd IBCT)—المنطقة الدولية، مجموعة دعم المنطقة المشتركة—المنطقة الوسطى
الكتيبة الثانية، فوج المشاة 127—أمن المنطقة الخلفية، معسكر بوكا، العراق
الكتيبة الأولى، فوج المشاة 128، معسكر كروبر، العراق
الكتيبة الأولى، فوج المدفعية الميدانية 120 (1-120th FAR)، معسكر كروبر، العراق
السرب الأول، فوج الفرسان 105، معسكر بوكا، العراق
كتيبة دعم اللواء 132 (132nd BSB)—أمن المنطقة الخلفية، معسكر بوكا، العراق
كتيبة القوات الخاصة للواء (BSTB)
فريق قتال اللواء 155 (155th ABCT) (العقيد ويليام إل. جلاسكو)—أجرى دفاعًا عن القاعدة، القوة مهام حماية وحماية شخصية ومرافقة القوافل في جميع أنحاء العراق
المقر الرئيسي، فرقة المشاة القتالية 155
كتيبة دعم اللواء 106 (كتيبة دعم اللواء 106)
كتيبة القوات الخاصة باللواء 155 (كتيبة القوات الخاصة 155)
السرب الثاني، فوج الفرسان 107، القوات برافو وتشارلي (OHARNG) - معسكر تاجي
الكتيبة الثانية، فوج المدفعية الميدانية 114 (2-114th FAR)
الكتيبة الأولى، فوج المشاة 155 (قاعدة بلد المشتركة)
الكتيبة الأولى، فوج الفرسان 98
الكتيبة الثانية، كتيبة الأسلحة المشتركة 198 (2-198th CAB)
فريق القتال باللواء 29 (فريق القتال باللواء 29)، الحرس الوطني لجيش هاواي (العقيد بروس إي. أوليفيرا)
المقر الرئيسي وسرية المقر (HHC)، فريق القتال باللواء 29 (فريق القتال باللواء 29) - معسكر عريفجان، الكويت
كتيبة القوات الخاصة باللواء 29 (كتيبة دعم اللواء 29)
كتيبة دعم اللواء 29 (كتيبة دعم اللواء 29)
السرب الأول، فوج الفرسان 299 - معسكر فرجينيا، الكويت
الكتيبة الأولى، فوج المدفعية الميدانية 487 (1-487 FAR)
الكتيبة الأولى، فوج المشاة 184 (الهجوم الجوي) الصقر - معسكر فالكون، بغداد. دورية في أخطر جزء من وسط مدينة بغداد الدورة، شارع الكرادة، حرجب، مدينة الصدر.
الكتيبة 100، فوج المشاة 442 (احتياطي الجيش) - معسكر عريفجان، الكويت
فريق قتال لواء المشاة 41 (41st IBCT)، الحرس الوطني لجيش أوريجون (العقيد دانييل ر. هوكانسون) - معسكر النصر، بغداد
الكتيبة الثانية، فوج المشاة 162
الكتيبة الأولى، فوج المشاة 186
الكتيبة الثانية، فوج المدفعية الميدانية 218 (2-218th FAR)
كتيبة القوات الخاصة 41
كتيبة الدعم 141
السرب الأول، فوج الفرسان 82

### فرقة متعددة الجنسيات بغداد
فرقة الفرسان الأولى (اللواء دانيال ب. بولجر ) - معسكر النصر، بغداد.
وتعرف أيضًا باسم فرقة عمل بغداد، وقد تم توفير مقر هذه الفرقة من قبل فرقة الفرسان الأولى. وكانت منطقة مسؤولية الفرقة هي مدينة بغداد. كان مقر الفرقة المتعددة الجنسيات في بغداد يوفره في السابق مقر الفرقة المدرعة الأولى (2003-2004)، ومقر فرقة الفرسان الأولى (2004)، ومقر فرقة المشاة الثالثة (2004-2005)، ومقر فرقة المشاة الرابعة (2005-2006)، ومقر فرقة الفرسان الأولى (2006-2007)، ومقر فرقة المشاة الرابعة (2007-2009)، ومقر فرقة الفرسان الأولى (2009-2010).
- اللواء القتالي الأول، فرقة الفرسان الأولى (العقيد توبين جرين)

الكتيبة الثانية، فوج الفرسان الخامس
السرب الأول، فوج الفرسان السابع
الكتيبة الثانية، فوج الفرسان الثامن
الكتيبة الأولى، فوج المدفعية الميدانية 82 (1-82 FAR)
كتيبة الدعم للواء 115 (115 BSB)
كتيبة القوات الخاصة للواء الأول (1st BSTB) - محطة الأمن المشتركة War Eagle
- فريق قتال لواء سترايكر 56 (56th SBCT)، فرقة المشاة 28، الحرس الوطني لجيش بنسلفانيا (العقيد مارك فيرارو) - معسكر تاجي، تاجي[12]

الكتيبة الأولى، فوج المشاة 111، الطارمية، العراق
الكتيبة الأولى، فوج المشاة 112
السرب الثاني فوج الفرسان 104
كتيبة الدعم للواء 328 (328 BSB)
شركة المهندسين رقم 856
الكتيبة الأولى، فوج المدفعية الميدانية 108 (1-108th FAR)
سرية د (مضادة للدبابات)، فوج المشاة 112
شركة الإشارة 656
سرية الاستخبارات العسكرية رقم 556 (MIC 556)
- اللواء القتالي الثاني، الفرقة الأولى للمشاة (العقيد جوزيف م. مارتن ) - معسكر ليبرتي، بغداد[13]

الكتيبة الأولى، فوج المشاة الثامن عشر
لكتيبة الأولى، فوج المدرعات 63
السرب الخامس، فوج الفرسان الرابع
الكتيبة الأولى، فوج المدفعية الميدانية السابع (1-7)
كتيبة القوات الخاصة للواء (BSTB)
كتيبة دعم اللواء 299 (299 BSB)
كتيبة المهندسين السبعين
الكتيبة الثانية، فوج المشاة 112 (OPCON من فريق قتال لواء سترايكر 56، الحرس الوطني لجيش بنسلفانيا)
- فريق القتال للواء الثقيل الثلاثين (30th HBCT) (العقيد جريجوري أ. لوسك) - قاعدة فالكون للعمليات المتقدمة، منطقة الرشيد، بغداد[14]

الكتيبة الأولى، فوج المشاة 120
الكتيبة الأولى، فوج المدرعات 252
السرب الأول، فوج الفرسان 150
الكتيبة الأولى، فوج المدفعية الميدانية 113 (1-113th FAR)
كتيبة الدعم للواء 230 (230 BSB)
كتيبة القوات الخاصة للواء الثلاثين (30th BSTB)
- اللواء القتالي الثالث، الفرقة المحمولة جواً 82 (العقيد تيموثي ماكجواير ) - قاعدة العمليات الأمامية لويالتي، بغداد[15]

الكتيبة الأولى، فوج المشاة المظليين 505 (1-505th PIR)
الكتيبة الثانية، فوج المشاة المظليين 505 (2-505th PIR)
السرب الخامس، فوج الفرسان 73
الكتيبة الأولى، فوج المدفعية الميدانية 319 (1-319th FAR)
كتيبة القوات الخاصة للواء الثالث (3rd BSTB)
كتيبة الدعم للواء 82 (82nd BSB)
الكتيبة الأولى، فوج الفرسان الخامس (OPCON من اللواء القتالي الثاني، فرقة الفرسان الأولى) - قاعدة العمليات الأمامية War Eagle
- لواء الفرسان الجوي الأول، فرقة الفرسان الأولى (العقيد دوغلاس جابرام ) - معسكر التاجي، العراق[17]

المقر الرئيسي والشركة الرئيسية (HHC)
الكتيبة الأولى، فوج الطيران 227
الكتيبة الثانية، فوج الطيران 227
الكتيبة الثالثة، فوج الطيران 227
الكتيبة الرابعة، فوج الطيران 227
كتيبة الدعم الجوي 615 (615th ASB)
الكتيبة المدرعة 1-64، اللواء الثاني، فرقة المشاة الثالثة

### الفرقة المتعددة الجنسيات الجنوبية
فرقة المشاة الرابعة والثلاثين - ( اللواء ريك سي ناش ) - قاعدة العمليات الطارئة البصرة
ساعدت الفرقة المتعددة الجنسيات الجنوبية، والمعروفة أيضًا باسم قوة المهام الجبلية، القوات المسلحة العراقية في الحفاظ على الأمن في المنطقة الواقعة جنوب بغداد والتي تمتد من محافظات النجف إلى واسط وحتى البصرة. وفر مقر فرقة MND الجنوبية من قبل الفرقة الجبلية العاشرة (الخفيفة) من فورت دروم، نيويورك. كانت المناطق الواقعة جنوب بغداد مقسمة في السابق إلى فرقة متعددة الجنسيات - المركز، تحت قيادة الولايات المتحدة، وفرقة متعددة الجنسيات (جنوب شرق)، والتي قدمها الجيش البريطاني. دمجت المناطق في منطقة القوات المتعددة الجنسيات الجنوبية في 31 مارس 2009، لتعكس رحيل المملكة المتحدة من العراق. سيطرت فرقة MND المركزية على أجزاء من المنطقة التي كانت تحت سيطرة الفرقة المتعددة الجنسيات الوسطى والجنوبية التي يقودها البولنديون والتي تم حلها منذ فترة طويلة.
في 2 فبراير 2010، نقلت الفرقة 34 السيطرة على منطقة القوات المتعددة الجنسيات/الجيش الأميركي في الجنوب إلى فرقة المشاة الأولى.

### الفرقة المتعددة الجنسيات الشمالية
فرقة المشاة الرابعة والثلاثين - ( اللواء ريك سي ناش ) - قاعدة العمليات الطارئة البصرة
ساعدت الفرقة المتعددة الجنسيات الجنوبية، والمعروفة أيضًا باسم قوة المهام الجبلية، القوات المسلحة العراقية في الحفاظ على الأمن في المنطقة الواقعة جنوب بغداد والتي تمتد من محافظات النجف إلى واسط وحتى البصرة. وفر مقر فرقة MND الجنوبية من قبل الفرقة الجبلية العاشرة (الخفيفة) من فورت دروم، نيويورك. كانت المناطق الواقعة جنوب بغداد مقسمة في السابق إلى فرقة متعددة الجنسيات - المركز، تحت قيادة الولايات المتحدة، وفرقة متعددة الجنسيات (جنوب شرق)، والتي قدمها الجيش البريطاني. دمجت المناطق في منطقة القوات المتعددة الجنسيات الجنوبية في 31 مارس 2009، لتعكس رحيل المملكة المتحدة من العراق. سيطرت فرقة MND المركزية على أجزاء من المنطقة التي كانت تحت سيطرة الفرقة المتعددة الجنسيات الوسطى والجنوبية التي يقودها البولنديون والتي تم حلها منذ فترة طويلة.
في 2 فبراير 2010، نقلت الفرقة 34 السيطرة على منطقة القوات المتعددة الجنسيات/الجيش الأميركي في الجنوب إلى فرقة المشاة الأولى.
فرقة المشاة الخامسة والعشرون / قوة المهام لايتنينج (اللواء روبرت إل. كاسلين الابن) —قاعدة سبايكر، تكريت.
تم توفير مقر هذه الفرقة من قبل فرقة المشاة الخامسة والعشرين وكانت تُعرف أيضًا باسم فرقة العمل البرق. وشملت منطقة مسؤوليتها مدن بلد وكركوك وتكريت والموصل وسامراء. وكان مقرها في قاعدة العمليات الطارئة سبايكر خارج تكريت، حيث كان يتمركز أيضًا أحد ألويتها. وكان لديها أيضًا لواء واحد متمركز في الموصل، وآخر في كركوك، وآخر في التاجي، وآخر في بعقوبة.

### القوة المتعددة الجنسيات في الغرب
قوة المشاة البحرية الثانية (المتقدمة) (اللواء ريتشارد ت. ترايون) - قاعدة الأسد الجوية
تم توفير مقر التشكيل هذا من قبل قوة المشاة البحرية الثانية (الأمامية). وقد غطت العملية غرب العراق، بما في ذلك محافظة الأنبار ومدينتي الرمادي والفلوجة، المنطقة التي كانت فيها التمرد السني في العراق في أقوى حالاته. كان مقرها أولاً في معسكر الفلوجة ثم في قاعدة الأسد الجوية.
- فريق القتال الفوجي 6 (RCT 6) (العقيد ماثيو أ. لوبيز) - معسكر الرمادي

الكتيبة الأولى، فوج مشاة البحرية السابع
الكتيبة الثانية، فوج مشاة البحرية الثالث والعشرون
- فريق القتال الفوجي 8 (RCT 8) (العقيد جون ك. لوف) - قاعدة الأسد الجوية

الكتيبة الثالثة، الفوج البحري التاسع
كتيبة الاستطلاع المدرعة الخفيفة الثالثة (LARB الثالثة)
كتيبة المهندسين القتاليين الثانية (CEB الثانية)
- المجموعة الثانية لمقر MEF (الأمامية) (العقيد سكوت د. إيكين)

المقر الرئيسي وشركة الخدمات (HSC)
الكتيبة الأولى، الفوج البحري الثامن
الكتيبة الأولى، فوج مشاة البحرية الثاني عشر - قوة مهام الشرطة العسكرية - عمليات الاحتجاز ودعم القوافل التابعة للحلفاء
الكتيبة الثالثة، مشاة البحرية الثالثة — توفر الأمن العام للقوافل لدعم قوافل القوة المتعددة الجنسيات في غرب أفريقيا
مفرزة الكتيبة الثانية للاستخبارات
مفرزة، كتيبة الراديو الثانية
كتيبة الاتصالات الثامنة
- فوج اللوجستيات القتالية 27 (CLR 27) (المتقدم) (العقيد فينسنت أ. كوجليانيز) - معسكر التقدم مع مفارز في الرمادي والبحرية والأسد وسهل سنجار

كتيبة اللوجستيات القتالية 4 (CLB 4)
كتيبة اللوجستيات القتالية 46 (CLB 46)
كتيبة الامداد الثانية
كتيبة البناء البحرية المتنقلة 24 (NMCB 24)
- جناح الطائرات البحرية الثاني (الجناح الأمامي) (العميد روبرت س. والش) - قاعدة الأسد مع مفارز في القرية الكورية، والتقدم، والقائم ومواقع أخرى في جميع أنحاء محافظة الأنبار

مقر الجناح البحري السرب 2 (MWHS 2)
مجموعة مراقبة الهواء البحري 28 (MACG 28)
سرب الطائرات بدون طيار البحرية رقم 2 (VMU-2)
سرب دعم الجناح البحري 271 (MWSS 271)
سرب القيادة الجوية التكتيكية البحرية رقم 28 (MTACS 28)
سرب الدعم الجوي البحري 1 (MASS 1)
سرب مراقبة جوية مشاة البحرية رقم 2 (MACS 2)
سرب مراقبة الجو البحري رقم 24 (MACS 24)
سرب اتصالات الجناح البحري 28 (MWCS 28)
- مجموعة الطائرات البحرية 26 (MAG 26)

سرب طائرات الهليكوبتر الهجومية الخفيفة البحرية رقم 269 (HMLA-269)
سرب اللوجستيات الجوية البحرية رقم 26 (MALS 26)
سرب المروحيات البحرية المتوسطة 268 (HMM-268)
سرب المروحيات البحرية الثقيلة رقم 462 (HMH-462)
السرية C، الكتيبة الخامسة، فوج الطيران 158 (OPCON من لواء الطيران القتالي الثاني عشر)
السرية ب، الكتيبة الأولى، فوج الطيران 214 (OPCON من لواء الطيران القتالي الثاني عشر)
سرب نقل الوقود الجوي البحري رقم 252 (VMGR-252)
سرب الحرب الإلكترونية التكتيكية البحرية رقم 3 (VMAQ-3)
السرب الرابع للحرب الإلكترونية التكتيكية البحرية (VMAQ-4)
سرب الهجوم المقاتل البحري 314 (VMFA-314)

### قيادة الدعم الثالثة (استكشافية)
كانت قيادة الدعم الثالثة (الاستكشافية) هي القيادة اللوجستية العليا التابعة لفيلق القوات المتعددة الجنسيات في العراق لدعم عملية تحرير العراق 08-10.
وكان مقرها يقع في قاعدة بلد المشتركة.
تقع قاعدة بلد المشتركة على بعد حوالي 40 ميلاً إلى الشمال من بغداد، وكانت موطنًا للمقر الرئيسي لجناح المشاة الجوية رقم 332 التابع للقوات الجوية الأمريكية. كانت تعرف سابقًا باسم منطقة الدعم اللوجستي أناكوندا، وهي أكبر مركز إمداد للجيش في العراق.

### تدريب
لعبت القيادة الأمنية متعددة الجنسيات في العراق أيضًا دورًا مهمًا.

## القوات البحرية الأمريكية في العراق
تشكل أسراب البحرية الأمريكية النهرية عناصر من قيادة القتال الاستكشافي البحري (NECC) التي لعبت دورًا نشطًا في العمليات البرية لدعم وحدات الجيش ومشاة البحرية. وفقًا للبحرية: "تركز قوة البحرية النهرية على إجراء عمليات الأمن البحري والتعاون الأمني المسرحي في منطقة عمليات نهرية أو منطقة مناسبة أخرى. والقوة قادرة على مكافحة قوات العدو النهرية من خلال إطلاق النيران بشكل مباشر، أو من خلال تنسيق إطلاق النيران الداعمة. وستشارك مساحة المعركة مع الخدمات الأخرى في محاولة لسد الفجوات في العقيدة والتكتيكات والتقنيات والإجراءات والقيادة والتحكم والاتصالات وأجهزة الكمبيوتر والاستخبارات والمراقبة والاستطلاع."
كانت هناك ثلاثة أسراب نهرية نشطة في البحرية الأمريكية، وكانت جميعها تحت قيادة المجموعة النهرية 1، التي كانت تقع في نورفولك، فيرجينيا. تم نشر السرب النهري 1 (RIVRON 1) في العراق في أبريل 2007 وتم استبداله بالسرب النهري 2 (RIVRON 2) في أكتوبر 2007. تم تأسيس السرب النهري 3 (RIVRON 3) في يوليو 2007 وقاموا بحل محل RIVRON 2 عندما اكتمل انتشارهم في أبريل 2008. كما نُشرت في العراق، ولكن لدعم CJSOTF-AP وTF-77، كانت مجموعة الكاميرا القتالية في المحيط الهادئ / الأطلسي. قدمت هذه الوحدة مصورين قتاليين مدربين تدريبًا عاليًا والذين اندمجوا مع فرق القوات الخاصة البحرية وفرق العمليات الخاصة ألفا (ODA) من أجل توفير جمع المعلومات الاستخباراتية وتوثيق القتال.

## عمليات النشر في خريف 2009-2010
- اللواء الرابع، فرقة المشاة الثانية.[26]

الكتيبة الرابعة، فوج المشاة التاسع
الكتيبة الثانية، فوج المشاة الثالث والعشرون
الكتيبة الأولى، فوج المشاة 38
السرب الثاني، فوج الفرسان الأول (RSTA)
الكتيبة الثانية، فوج المدفعية الميدانية الثاني عشر (2-12th FAR)
كتيبة دعم اللواء 702 (702nd BSB)
كتيبة القوات الخاصة للواء (BSTB)
- مقر فرقة المشاة الثالثة.[27]

مقر فرقة المشاة الأولى.
مقر الفرقة المدرعة الأولى.
فريق القتال للواء الأول، الفرقة المدرعة الأولى.
فرق القتال من اللواء الأول والثاني، الفرقة الجبلية العاشرة.
فرق قتالية من اللواء الأول والثاني والثالث، فرقة المشاة الثالثة.
فريق القتال للواء الثالث، فرقة المشاة الرابعة.
فريق القتال للواء 53، الحرس الوطني لجيش فلوريدا.
سرية الشرطة العسكرية رقم 747، الحرس الوطني لجيش ماساتشوستس.

## الدول الأخرى المساهمة في القوة المتعددة الجنسيات في العراق

### المملكة المتحدة
كانت القوات المسلحة البريطانية ثاني أكبر مساهم بالقوات الأجنبية في العراق بعد الولايات المتحدة. تولى الجيش البريطاني قيادة الفرقة المتعددة الجنسيات السابقة (جنوب شرق) (العراق)، والتي ضمت قوات بريطانية وإيطالية وأسترالية ورومانية ودنماركية وبرتغالية وتشيكية وليتوانية. ومع ذلك، سلمت المملكة المتحدة القيادة للولايات المتحدة في 31 مارس/آذار 2009، وكانت في صدد سحب 4100 جندي بريطاني متمركزين في البصرة ومحيطها، ولم يتبق وراءهم سوى 400 جندي بحلول نهاية يوليو/تموز 2009. تولى اللواء المدرع العشرون قيادة القوات البريطانية في العراق، والتي كانت تابعة آنذاك للفرقة المتعددة الجنسيات الجنوبية بقيادة الولايات المتحدة.

### أستراليا
كان لدى قوات الدفاع الأسترالية حوالي 100 فرد يوفرون الأمن للسفارة الأسترالية في بغداد. كانت تعرف باسم قوة المهام المشتركة 633، وكانت تتكون بشكل أساسي من المشاة والفرسان والشرطة العسكرية وأفراد دعم الخدمة القتالية من الكتيبة الخامسة المتمركزة في داروين، والفوج الملكي الأسترالي وفوج الفرسان الثاني. كما كان لقوات الدفاع الأسترالية 45 فردًا منتشرين في مختلف مقار التحالف، كما تساهم بضابطين في بعثة الأمم المتحدة لمساعدة العراق (يونامي).

### رومانيا
أرسلت القوات المسلحة الرومانية كتيبة واحدة إلى العراق. كانت الكتيبة 26 مشاة "نيجوي باساراب"، المعروفة أيضًا باسم العقارب الحمراء، المتمركزة في قاعدة العمليات الطارئة آدر، وهي جزء من قاعدة طليل الجوية، بالقرب من الناصرية، مرتبطة باللواء القتالي الرابع، فرقة الفرسان الأولى وتؤدي مهام حراسة القوافل والبنية التحتية. سحبت الكتيبة في أوائل يونيو 2009.

### مهمة تدريب الناتو في العراق
لم تكن مهمة التدريب التابعة لحلف شمال الأطلسي في العراق مهمة قتالية، بل ركزت على تدريب وتوجيه القوات المسلحة العراقية والشرطة العراقية. وقد حظيت العملية بدعم وتمويل من جميع الدول الأعضاء في حلف شمال الأطلسي البالغ عددها 28 دولة، وكان لدى 14 دولة موظفون في مسرح العمليات اعتبارًا من يناير 2009، بما في ذلك بلغاريا والدنمرك وإستونيا والمجر وإيطاليا وليتوانيا وهولندا وبولندا ورومانيا وسلوفينيا وتركيا والمملكة المتحدة والولايات المتحدة. شاركت أوكرانيا إلى جانب هذه الدول، على الرغم من أنها ليست عضوًا في حلف شمال الأطلسي.